# Cyathodinium
Cyathodiniidae
Famille
Genre
Cyathodinium, unique représentant de la famille des Cyathodiniidae, est un genre de Ciliés de la classe des Kinetofragminophora et de l’ordre des Suctorida.

## Étymologie
Le nom Cyathodinium est dérivé du grec ancien κύαθος / kýathos, « vase, coupe », du suffixe -din- (du grec ancien δῖνος / dinos, « tournoiement »), et de la désinence latine -ium, « relatif à », littéralement « vase tournoyant », en référence à la forme conique du corps de l'organisme. 

## Description
En 1923, Jean Buisson (d) fait la description suivante du genre Cyathodinium : 

« Cilié pourvu d’un péristome en forme de profonde excavation, dont l’orifice occupe la face antérieure et une partie de la face ventrale. La surface intérieure de cette excavation est recouverte de cils fins, égaux, disposés en lignes. La surface externe du corps est dépourvue de cils, à l’exception d’une zone autour du péristome qui présente des cils identiques à ceux qui se trouvent à l’intérieur de la cavité avec lesquels ils se continuent sans interruption. Le macronucleus a une forme variable ; il n'y a qu'un micronucleus. Une ou plusieurs vacuoles contractiles sont observées près de la face dorsale du corps.
L'espèce type Cyathodinium conicum, a un corps en forme de cône à base antérieure, mesurant de 50 à 80 µm de long et de 20 à 30 µm de large. Le péristome occupe presque toute l’extrémité antérieure. Macronucleus et micronucleus sont sphériques. Une seule vacuole contractile. »

## Habitat
Les trois espèces qu'a décrites Aristides Marques da Cunha (d) en 1914 (Cyathodinium conicum, C. piriforme et C. vesiculorum) habitent le cæcum du Cobaye du Brésil.

## Liste des espèces
Selon The Taxonomicon (5 mai 2023) :
- Cyathodinium conicum da Cunha, 1914
- Cyathodinium piriforme

D'après l'Index to Organism Names (5 mai 2023)
- Cyathodinium breve Cunha & Freitas, 1940
- Cyathodinium chagasi
- Cyathodinium cunhai Nie, 1950
- Cyathodinium indiae Bhaskar Rao & Bhaskar Rao, 1976
- Cyathodinium pentagonum Cunha & Freitas, 1940
- Cyathodinium piriforme
- Cyathodinium scotii
- Cyathodinium scotti Cunha & Freitas, 1940
- Cyathodinium sphaericum Kopperi, 1937
- Cyathodinium stercoris

## Publication originale
- (pt) Aristides Marques da Cunha, « Sobre os ciliados intestinaes dos mammiferos [À propos des ciliés intestinaux des mammifères] », Memórias do Instituto Oswaldo Cruz, Brésil, vol. 6,‎ 1914, p. 212-215 (ISSN 0074-0276, lire en ligne, consulté le 5 mai 2023).